# Schinus patagonicus
Schinus patagonicus är en sumakväxtart som först beskrevs av R. Phil., och fick sitt nu gällande namn av Ivan Murray Johnston och Cabrera. Schinus patagonicus ingår i släktet Schinus och familjen sumakväxter. Utöver nominatformen finns också underarten S. p. crenuloides.